# Panela Quente
Panela Quente (também conhecido como Panelaço Ao Vivo na primeira temporada) é um programa brasileiro produzido pelo GNT em parceira com Globoplay. Com Ana Clara Lima, o programa estreou em 2 de outubro de 2023 no streaming e no canal por assinatura sob direção de Angelica Campos.
A cada episódio, Ana Clara recebe dois convidados famosos. Enquanto cozinham juntos, ela comandava uma conversa informal, típica de amigos que se juntam na cozinha para apreciar boas receitas e histórias.

## Produção
Apesar do cancelamento prévio por conta da promoção da apresentadora para o reality Estrela da Casa, o canal mudou de ideia e decidiu continuar com o formato. A partir da segunda temporada, passa a se chamar Panela Quente. O motivo foi uma ação judicial movida pelo apresentador e músico João Gordo em 2023. Mesmo sem um final no INPI, a Globo optou por ela própria trocar o título do show.

## Episódios
| Temporada | Temporada | Episódios | Exibição              | Exibição               |
| Temporada | Temporada | Episódios | Estreia de temporada  | Final de temporada     |
| --------- | --------- | --------- | --------------------- | ---------------------- |
|           | 1         | 20        | 2 de outubro de 2023  | 27 de outubro de 2023  |
|           | 2         | 20        | 21 de outubro de 2024 | 11 de novembro de 2024 |
|           | 3         | 20        | 22 de maio de 2025    |                        |

## 1.ª Temporada (2023)
A temporada contou com o total de 20 episódios e 40 convidados, sendo exibida de 2 de outubro a 27 de outubro de 2023.
| Episódio | Dupla                                     | Exibição Original     |
| -------- | ----------------------------------------- | --------------------- |
| 1        | Giovana Cordeiro e Thiago Oliveira        | 2 de outubro de 2023  |
| 2        | Mariana Santos e Amaury Lorenzo           | 3 de outubro de 2023  |
| 3        | Dani Calabresa e Mouhamed Harfouch        | 4 de outubro de 2023  |
| 4        | Douglas Silva e Marcos Caruso             | 5 de outubro de 2023  |
| 5        | Regiane Alves e Danilo Mesquita           | 6 de outubro de 2023  |
| 6        | Joaquim Lopes e Felipe Simas              | 9 de outubro de 2023  |
| 7        | Juliano Cazarré e Bárbara Coelho          | 8 de outubro de 2023  |
| 8        | Evelyn Castro e Robson Nunes              | 9 de outubro de 2023  |
| 9        | Tati Machado e Diogo Almeida              | 10 de outubro de 2023 |
| 10       | Kaysar Dadour e Paulo Lessa               | 11 de outubro de 2023 |
| 11       | Claude Troisgros e Tadeu Schmidt          | 14 de outubro de 2023 |
| 12       | Felipe Titto e Milton Cunha               | 15 de outubro de 2023 |
| 13       | Débora Ozório e Alexandre Borges          | 16 de outubro de 2023 |
| 14       | Carmo Dalla Vecchia e Késia Estácio       | 17 de outubro de 2023 |
| 15       | Ana Furtado e Thati Lopes                 | 18 de outubro de 2023 |
| 16       | Jéssica Ellen e Dandara Mariana           | 23 de outubro de 2023 |
| 17       | Bianca Comparato e Nathalia Dill          | 24 de outubro de 2023 |
| 18       | Jonathan Haagensen e Rayssa Bratillieri   | 25 de outubro de 2023 |
| 19       | Vladimir Brichta e João Vicente de Castro | 26 de outubro de 2023 |
| 20       | Barbara Reis e Leandra Leal               | 27 de outubro de 2023 |

## 2.ª Temporada (2024)
A nova temporada contou novamente com 20 episódios e 40 convidados, sendo exibida de 21 de outubro a 11 de novembro de 2024.

| Episódio | Dupla                               | Exibição Original      |
| -------- | ----------------------------------- | ---------------------- |
| 1        | Gi Fernandes e Milhem Cortaz        | 21 de outubro de 2024  |
| 2        | Júlia Rabello e Letícia Muniz       | 22 de outubro de 2024  |
| 3        | Alexandra Richter e Lucy Ramos      | 23 de outubro de 2024  |
| 4        | Thomás Aquino e Isadora Cruz        | 24 de outubro de 2024  |
| 5        | Ed Gama e Manu Ferraz               | 25 de outubro de 2024  |
| 6        | Jeniffer Dias e Duda Santos         | 28 de outubro de 2024  |
| 7        | Lorena Comparato e Thaila Ayala     | 29 de outubro de 2024  |
| 8        | Kenya Sade e Klara Castanho         | 30 de outubro de 2024  |
| 9        | Digão Ribeiro e Carol Castro        | 31 de outubro de 2024  |
| 10       | Daphne Bozaski e João Diamante      | 1 de novembro de 2024  |
| 11       | Juzé e Lukete                       | 4 de novembro de 2024  |
| 12       | Lellê e Marcos Veras                | 5 de novembro de 2024  |
| 13       | Vitor DiCastro e Giullia Buscacio   | 6 de novembro de 2024  |
| 14       | Theresa Fonseca e Gabriela Medeiros | 7 de novembro de 2024  |
| 15       | Giovanna Pitel e Rodrigo Freire     | 8 de novembro de 2024  |
| 16       | Maria Clara Gueiros e Dira Paes     | 11 de novembro de 2024 |
| 17       | Mari Gonzalez e Rafael Infante      | 11 de novembro de 2024 |
| 18       | Lucas Gutierrez e Aline Wirley      | 11 de novembro de 2024 |
| 19       | Rita Batista e Mateus Solano        | 11 de novembro de 2024 |
| 20       | David Junior e Manu Buffara         | 11 de novembro de 2024 |